# Björgvin Björgvinsson (piłkarz ręczny)
Björgvin Björgvinsson (ur. 11 lutego 1949) – islandzki piłkarz ręczny, olimpijczyk.
Reprezentował Islandię w grze w piłkę ręczną na Letnich Igrzyskach Olimpijskich 1972, które odbyły się w Monachium. Drużyna w której grał zajęła 12. miejsce.